# Mont Mangengenge
Mont Mangengenge je hora v Konžské demokratické republice, vysoká 718 m. Nachází se v pohoří Monts de Cristal nad jezerem Malebo. Patří k obci Nsele v jihovýchodní části aglomerace hlavního města Kinshasy a je nejvyšším vrcholem kinshaské provincie. 
Prvním Evropanem na vrcholu hory byl v roce 1885 německý lékař Carl Anton Mense, na jehož počest dostala název Pic Mense. Po vyhlášení konžské nezávislosti byla přejmenována na Mangengenge, což znamená ve ngalštině „zářící“ a odkazuje na skály třpytící se na slunci. Domorodci považovali vrchol za sídlo duchů. Kardinál z Kinshasy Frédéric Etsou-Nzabi-Bamungwabi zde v dubnu 1992 sloužil mši, hora byla poté vyhlášena poutním místem a na vrcholu byl vztyčen kříž. Výstup trvá přibližně 45 minut a na svahu byla vybudována křížová cesta. V rámci Celosvětového úklidového dne v září 2019 byly z okolí vrcholu odstraněny odpadky zanechané zástupy poutníků. 